# Death Grips

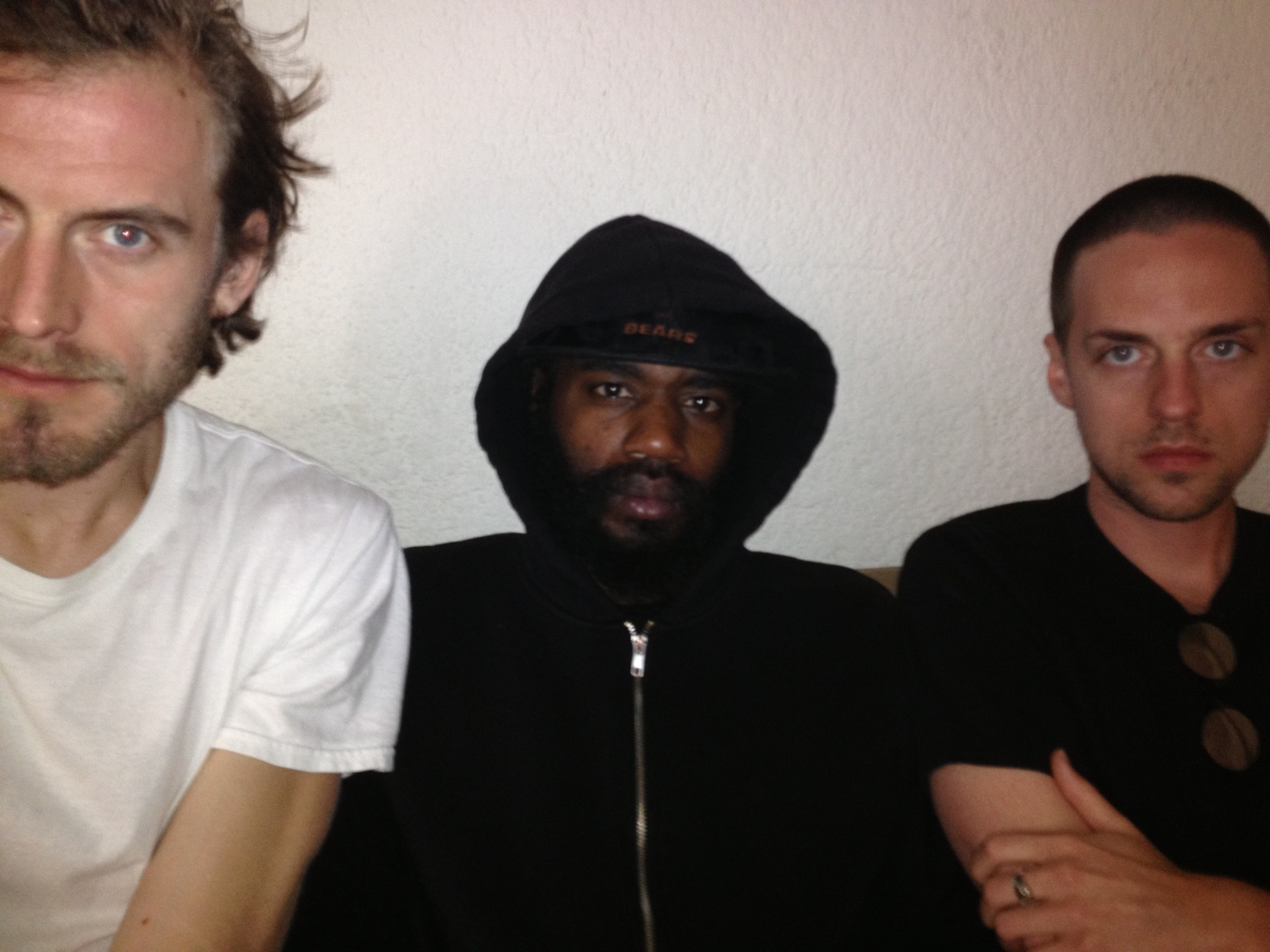
2014年的Death Grips
从左至右为：MC Ride、Zach Hill、Andy Morin

Death Grips是来自美国加州萨克拉门托的实验嘻哈乐队，成立于2010年。该乐队由歌手MC Ride，鼓手、制作人Zach Hill和键盘手、制作人、录音工程师Andy Morin组成。尽管不是乐队的负责人，希尔仍被认为是该项目背后的推动创意力量。他们的声音与Ride激进的表演风格相结合，借鉴了朋克摇滚，电子，噪音和工业风格。